# Lego The Angry Birds Movie
Lego Angry Birds Movie er en produktlinje produceret af den danske legetøjskoncern LEGO, baseret på Rovio Entertainments computerspillet Angry Birds og The Angry Birds Movie (2016). Det sælges med licens fra Columbia Pictures og Rovio Animation. Temaet blev introduceret 2016 og det blev udfaset i slutningen af 2017.

## Sæt
- 75821 Piggy Car Escape
- 75822 Piggy Plane Attack
- 75823 Bird Island Egg Heist
- 75824 Pig City Teardown
- 75825 Piggy Pirate Ship
- 75826 King Pig's Castle